# ستيفن ماثر (لاعب كريكت)
ستيفن ماثر (13 أغسطس 1973 في نيوزيلندا - ) (بالإنجليزية: Stephen Mather)‏ هو لاعب كريكت نيوزلندي.

## وصلات خارجية
- ستيفن ماثر على موقع إي آس بي آن كريك إنفو (الإنجليزية)